# Barbie Sins
Barbie Sins (Londres, 17 de diciembre de 1991) es una actriz pornográfica y modelo erótica británica.

## Biografía
Natural de Londres, nació en la capital inglesa en diciembre de 1991. En su infancia asistió a un internado y fue amazona en salto ecuestre en su adolescencia. Cumplidos los 18 años, comenzó a trabajar como bailarina exótica en diversos clubes ingleses, entre ellos el Spearmint Rhino. También llegó a ser presentadora del programa para adultos en televisión Babestation.
Sins debutó en la industria del cine para adultos en la primavera de 2017, a los 26 años, siendo muchas de sus primeras escenas para el portal británico Fake Hub. Como actriz ha trabajado para estudios europeos y norteamericanos como Evil Angel, Private, Porndoe, Le Wood Productions, Burning Angel, Wicked Pictures, Harmony, NSFW Films, Doghouse Digital, Perv City, Penthouse, Brazzers o Reality Kings, entre otros.
En 2020 recibió sus primeras nominaciones en los Premios AVN, a nivel individual en la categoría de Artista femenina extranjera del año, como grupal, por la Mejor escena de gangbang en I Love Anal, junto a Markus Dupree, Steve Holmes y Mick Blue, y a la Mejor escena de sexo en producción extranjera, con Lady Dee y Steve Q., por Lady Dee Sex Addict.
Ha rodado más de 230 películas como actriz.
Otros trabajos suyos son Anal Craving MILFs 6, Crowd Bondage 11, Dark Riders, Evil Oil, Her Limit 13, Lesbian Big Breasts, Malice Before Daylight, Porno Academie 6 o Real Anal Lovers 4.

## Premios y nominaciones
| Año  | Ceremonia         | Resultado | Premio                                        | Trabajo             |
| ---- | ----------------- | --------- | --------------------------------------------- | ------------------- |
| 2018 | Premios SHAFTA    | Nominada  | Mejor estrella debutante                      | —                   |
| 2019 | Spank Bank Awards | Nominada  | Boobalicious Babe of the Year                 | —                   |
| 2019 | Spank Bank Awards | Nominada  | Gloryhole Guru of the Year                    | —                   |
| 2019 | Spank Bank Awards | Nominada  | Three Kielbasas in a Corridor                 | —                   |
| 2019 | Spank Bank Awards | Nominada  | Two Peas in a Pod                             | —                   |
| 2020 | Premios AVN       | Nominada  | Artista femenina extranjera del año           | —                   |
| 2020 | Premios AVN       | Nominada  | Mejor escena de gangbang                      | I Love Anal         |
| 2020 | Premios AVN       | Nominada  | Mejor escena de sexo en producción extranjera | Lady Dee Sex Addict |